# Amsterdam Rams
Gli Amsterdam Rams sono stati una squadra di football americano, di Amsterdam, nei Paesi Bassi;.

## Storia
La squadra è stata fondata nel 1980 - prima squadra a nascere nei Paesi Bassi - e ha vinto il primo Tulip Bowl.

## Dettaglio stagioni

### Tornei nazionali

#### Campionato

##### Oberliga (terzo livello tedesco)
| Stagione | regular season | regular season | regular season | regular season | regular season | regular season | playoff | playoff | playoff | playoff | playoff | playoff   | playoff    |
|          | Vin            | Par            | Per            | Tot            | PF             | PS             | Vin     | Per     | Tot     | PF      | PS      | risultato | avversaria |
| -------- | -------------- | -------------- | -------------- | -------------- | -------------- | -------------- | ------- | ------- | ------- | ------- | ------- | --------- | ---------- |
| 1984     | 8              | 0              | 0              | 8              | 255            | 33             | -       | -       | -       | -       | -       | -         | -          |
| Totale   | 8              | 0              | 0              | 8              | 255            | 33             | -       | -       | -       | -       | -       |           |            |

Fonti: Enciclopedia del Football - A cura di Roberto Mezzetti

### Tornei internazionali

#### European Football League (1986-2013)
| Stagione | regular season | regular season | regular season | regular season | regular season | regular season | playoff | playoff | playoff | playoff | playoff | playoff      | playoff          |
|          | Vin            | Par            | Per            | Tot            | PF             | PS             | Vin     | Per     | Tot     | PF      | PS      | risultato    | avversaria       |
| -------- | -------------- | -------------- | -------------- | -------------- | -------------- | -------------- | ------- | ------- | ------- | ------- | ------- | ------------ | ---------------- |
| 1986     | -              | -              | -              | -              | -              | -              | 1       | 2       | 3       | 47      | 88      | Quarto posto | Birmingham Bulls |
| Totale   | -              | -              | -              | -              | -              | -              | 1       | 2       | 3       | 47      | 88      |              |                  |

Fonti: Enciclopedia del Football - A cura di Roberto Mezzetti

## Palmarès
- 1 Tulip Bowl (1985)